# Теодора (волейбольный клуб)
«Олимпия Теодо́ра» — итальянская женская волейбольная команда из Равенны.
В прошлом носила названия: «Олимпия» (1965—1980), «Диана Докс» (1980—1982), «Олимпия Теодора» (1982—1992, 1994—1995, 1999—2000), «Мессаджеро Теодора» (1992—1993), «Теодора» (1993—1994, 2000—2001, 2005—2017), «Романья» (1995—1996), «Биг Пауэр» (1996—1999), «Старфин» (2001—2002), «Пинета Гуру» (2002—2004).

## Достижения
- 11-кратный чемпион Италии — 1981, 1982, 1983, 1984, 1985, 1986, 1987, 1988, 1989, 1990, 1991.
  - серебряный призёр чемпионата Италии — 1993.
  - трёхкратный бронзовый призёр чемпионата Италии — 1992, 1995, 2001.
- 6-кратный победитель Кубка Италии — 1980, 1981, 1984, 1985, 1987, 1991.
- двукратный победитель Кубка европейских чемпионов — 1988, 1992.
  - 7-кратный серебряный призёр Кубка европейских чемпионов — 1984, 1985, 1986, 1987, 1989, 1990, 1993.
  - бронзовый призёр Кубка европейских чемпионов — 1991.
- серебряный призёр Кубка Европейской конфедерации волейбола (ЕКВ) — 2002.
- Победитель чемпионата мира среди клубов — 1992.

## История
Женская волейбольная команда «Олимпия» (Равенна) была образована в 1965 году. В первые годы она выступала в региональных чемпионатах, а в 1974 дебютировала в серии С итальянского первенства. В последующем в рекордые сроки «Олимпия» поднялась в высший дивизион и в сезоне 1976/1977 дебютировала в серии А чемпионата Италии, где заняла 5-е место. В 1980 году «Олимпия» переходит под патронаж компании «Диана Докс» и в 1981 впервые становится чемпионом Италии, а в 1982 повторяет свой успех.
В 1982 спонсором клуба становится промышленная группа «Феруцци». Команда меняет название на «Олимпия Теодора» (Теодора — марка нефти). Все 1980-е годы в клубном женском итальянском волейболе прошли под гегемонией «Олимпии Теодоры», тренером которой являлся Серджио Гуэрра. С 1980 по 1992 команда из Равенны 11 раз подряд становилась чемпионом Италии, 6 раз обладателем Кубка, дважды обладателем Кубка европейских чемпионов и в 1992 чемпионом мира среди клубов. За период с марта 1985 по декабрь 1987 «Олимпия Теодора» одержала 72 победы подряд в итальянском первенстве. Команда являлась базовой для сборной Италии, лидерами которой были в частности такие волейболистки из Равенны как Лилиана Бернарди и Моника Бенелли
С начала 1990-х начался постепенный спад результатов команды, связанный со сменой поколений, отказом от поддержки клуба со стороны основного спонсора и появлением новых серьёзных соперников. В 1996 команда даже покинула серию А1, но через год вернулась. В основном Равенна занимала места в нижней части турнирной таблицы итальянского первенства. Некоторый всплеск произошёл в сезоне 2000/2001, когда команда заняла 2-е место в регулярном чемпионате и выбыла из борьбы за «скудетто» в полуфинале плей-офф, выиграв бронзовые медали. Перед сезоном 2004/2005 команда из Равенны из-за финансовых проблем отказалась участвовать в серии А1 и опустилась лишь в серию В2, а в 2007 — в серию D. В 2012—2014 «Теодора» выступала в серии С чемпионата Италии, с 2014 — в серии В2, в 2016—2017 — в серии В1.
Чемпионат Италии среди команд серии В1 завершился победой «Теодоры». Тем самым команда повысила свой статус до серии А2 с перспективой возвращения в число сильнейших команд страны (серию А1). Название изменено на «Олимпия Теодора». Первый сезон после длительного перерыва в серии А2 команде из Равенны успеха не принёс — только 11-е место из 17 команд-участниц. Немногим лучший результат «Олимпия Теодора» показала и в чемпионате 2018/19 (А2) — 9-е место среди 18 команд.   

## Сезон 2024—2025
Состав
| №  | Имя, фамилия       | Год рождения | Рост | Амплуа      | Гражданство |
| -- | ------------------ | ------------ | ---- | ----------- | ----------- |
| 1  | Лудовика Францозо  | 2003         | 170  | либеро      | Италия      |
| 2  | Кьяра Поджи        | 2001         | 186  | связующая   | Италия      |
| 3  | Сара Маркезано     | 2002         | 184  | центральная | Италия      |
| 4  | Лаура Топпетти     | 2005         | 168  | либеро      | Италия      |
| 5  | Мартина Пирро      | 1999         | 182  | нападающая  | Италия      |
| 7  | Ада Фаббри         | 2005         | 185  | центральная | Италия      |
| 8  | София Фузароли     | 2000         | 178  | центральная | Италия      |
| 9  | Илария Казини      | 1998         | 182  | нападающая  | Италия      |
| 10 | Сара Габриэлли     | 1999         | 178  | нападающая  | Италия      |
| 11 | Агнезе Бенцони     | 2006         | 183  | нападающая  | Италия      |
| 12 | Эрика Бендони      | 2001         | 184  | центральная | Италия      |
| 13 | Маргот Пираччини   | 2009         |      | либеро      | Италия      |
| 14 | Дейзи Ника         | 2005         | 175  | связующая   | Италия      |
| 16 | Виттория Бальдуччи | 2004         | 180  | нападающая  | Италия      |

- Главный тренер — Федерико Рицци.
- Тренер — Фабио Фалько.